# Palackattumala
Palackattumala è una suddivisione dell'India, classificata come municipality, di 1.500 abitanti, situata nel Kottayam, nello stato federato del Kerala.
Gli abitanti di questo villaggio sono dediti, principalmente, all'agricoltura, coltivando gomma, cocco, cacao, pepe, tamarindo, zenzero, tapioca, ananas e banane.

## Geografia
Il terreno intorno al villaggio è pianeggiante. La densità è di 1.095 abitanti per chilometro quadrato. La comunità più vicina è Erāttupetta, 17,5 km a est di Palackattumala. L'area circostante è prevalentemente ricoperta da foresta di savana.